# Škoda 15T
Škoda 15T – niskopodłogowy, trójczłonowy tramwaj z rodziny ForCity zaprojektowany oraz produkowany przez czeską firmę Škoda Transportation, która produkuje pojazdy m.in. dla Praskiego Systemu Tramwajowego.

## Eksploatacja
| Kraj   | Miasto | Rozstaw torów | Typ  | Liczba dostarczonych | Lata dostaw | Numeracja przewoźnika |
| ------ | ------ | ------------- | ---- | -------------------- | ----------- | --------------------- |
| Czechy | Praga  | 1435 mm       | 15T  | 250                  | 2009–2017   | 9201–9450             |
| Łotwa  | Ryga   | 1524 mm       | 15T  | 20                   | 2010–2011   | 57016–57201           |
| Łotwa  | Ryga   | 1524 mm       | 15T1 | 6                    | 2012        | 58011–58066           |